# 交響曲第3番 (リース)
交響曲第3番 変ホ長調 作品90（こうきょうきょくだい3ばん へんほちょうちょう さくひん90）は、ドイツの作曲家のフェルディナント・リースが作曲した4番目の交響曲。
1815年にロンドンで初演された。

## リースの交響曲の番号について
リースの交響曲は、第1番、第5番、第2番、第3番、第4番、第8番、第6番、第7番の順に作曲されている。

## 楽曲構成

### 第1楽章：Grave-Allegro
陰鬱な空気に支配された旋律で重々しく始まる。次第に重みが解けていき、強烈な旋律に移り変わっていく。その後、穏やかで美しい主題が現れるが、再び元に戻る。中間部では、静かな雰囲気に包まれる。そして、徐々に活気が現れ、第1主題が回帰する。その後変奏を重ね、最後は力強い印象的なコーダによって締めくくられる。

### 第2楽章：Larghetto quasi Andante
弦楽による流れるような美しい旋律から始まる。次に、木管楽器が現れ、活気のある美しい旋律を奏でる。中間部では少々不安を感じさせるようになるが、すぐに元に戻り、美しく終わる。

### 第3楽章：Menuetto. Moderato
軽快な楽章。弦楽によるリズミカルな伴奏に支えられた軽快なメロディーがすぐに現れる。次に美しい主題に入り、様々な木管楽器によって色とりどりに変化していく。最後は、再び軽快な旋律が現れ、締めくくられる。

### 第4楽章：Finale. Allegro
力強く壮大な音楽。トランペットとティンパニで奏でられる壮麗なファンファーレで始まる。全体的に活気に満ちた印象を与える。次に木管楽器が現れる、華やかなメロディーをつくり出す。中間部では、弦楽器による静かな旋律が登場する。次第に盛り上がっていき、主題が回帰して華やかに幕を下ろす。
| サブスタブ | この項目は、まだ閲覧者の調べものの参照としては役立たない、書きかけの項目です。この項目を加筆・訂正などしてくださる協力者を求めています。このテンプレートは分野別のサブスタブテンプレートやスタブテンプレート（Wikipedia:分野別のスタブテンプレート参照）に変更することが望まれています。 |

| サブスタブ | この項目は、まだ閲覧者の調べものの参照としては役立たない、書きかけの項目です。この項目を加筆・訂正などしてくださる協力者を求めています。このテンプレートは分野別のサブスタブテンプレートやスタブテンプレート（Wikipedia:分野別のスタブテンプレート参照）に変更することが望まれています。 |